# Joseph Gras
Pour les articles homonymes, voir Gras.
Joseph Gras (1752-1837) est un homme politique français.

## Biographie
Né le 28 octobre 1752 à Lyon, avocat de profession, Joseph Gras est brièvement député du Rhône lors des Cent-Jours, et prend sa retraite politique à la Seconde Restauration. Membre de l'Académie d'agriculture de France et de la Société historique, archéologique et littéraire de Lyon, il meurt le 20 juillet 1837 dans sa ville natale.

## Décoration
Il est fait chevalier de la Légion d'honneur en 1836.